# Lex Aurelia iudiciaria
La lex Aurelia iudiciaria (ley Aurelia judicial, también lex Cocia) fue una ley romana propuesta por el pretor electo Lucio Aurelio Cota en el año 70 a. C. durante el consulado de Cneo Pompeyo Magno y Marco Licinio Craso.
La ley definía la composición del jurado en juicios que investigaban la extorsión, corrupción y mala conducta en el cargo, el perpetual quaestio de repetundis. Anteriormente el jurado estaba reservado exclusivamente a los senadores, como había estipulado Lucio Cornelio Sila, mientras que con la ley se incluirían además los de la orden ecuestre (equites) y los tribunos erarios o del tesoro (tribuni aerarii).

## Antecedentes
El primer tribunal permanente establecido en Roma fue el quaestio de repetundis creado en 149 a. C. para tratar la malversación de fondos por los magistrados romanos, la mayoría de las veces, pero no exclusivamente también los provinciales. Inicialmente, los senadores se sentaron a juzgar a sus pares. Un caso notable escuchado por el tribunal fue el de Cayo Verres, procesado por Cicerón. Verres fue la última persona juzgada bajo el sistema establecido por Sila, donde el jurado fue elegido por sorteo entre los senadores.

## Disposiciones
Según los términos de la legislación, el jurado del quaestio debía tener la siguiente composición: un tercio debe estar compuesto por senadores, un tercio de equites y un tercio de tribuni aerarii. Cada categoría debía tener 300 miembros, para un total de 900. Los tribuni aerarii tenían la misma cualificación censal que los equites por lo que a menudo se incluyen bajo esa descripción. Se ha argumentado que eran hombres del censo ecuestre no inscritos por los censores en las centurias ecuestres, pero no hay evidencia real sobre su definición.
La ley del asentamiento de Sila se mantuvo en su redacción, cambiando solo la composición del jurado. Finalmente, la lex Aurelia iudiciaria se mantuvo sin cambios hasta la dictadura de Julio César.